# Les Enquêtes du département V : Dossier 64
Série
Les Enquêtes du département V : Délivrance
(2016) Les Enquêtes du département V : Effet Marco
(2021)
Pour plus de détails, voir Fiche technique et Distribution.
Les Enquêtes du département V : Dossier 64 (Journal 64) est un thriller germano-danois réalisé par Christoffer Boe, sorti en 2018. Il s’agit de l’adaptation du quatrième roman danois Dossier 64 (da) (Journal 64) de la série Les Enquêtes du département V (Afdeling Q) écrit par Jussi Adler-Olsen (2010).

## Synopsis
Trois squelettes ont été découverts derrière une cloison rapportée dans un vieil appartement non occupé depuis plus de quinze ans, mais dont le loyer est régulièrement payé. Alors qu’il est sur le point de quitter le Département V, Assad (Fares Fares) et son partenaire l’inspecteur Carl Mørck (Nikolaj Lie Kaas), accompagnés de leur assistante Rose (Johanne Louise Schmidt), font sans doute leur dernière enquête : il s’agit d’une horrible affaire qui remonte aux années 1960 sur l’îlot de Sprogø dans le Grand Belt, lieu d'internement de jeunes femmes supposées asociales, et où le docteur Curt Wad pratiquait secrètement des abus sexuels et la stérilisation.

## Fiche technique
Sauf indication contraire, les informations mentionnées dans cette section peuvent être confirmées par la base de données cinématographiques IMDb,  présente dans la section « Liens externes ».
- Titre original : Journal 64
- Titre international : The Purity of Vengeance
- Titre allemand : Verachtung
- Titre français : Les Enquêtes du département V : Dossier 64
- Réalisation : Christoffer Boe
- Scénario : Nikolaj Arcel, Bo Hr. Hansen et Mikkel Nørgaard, d'après le roman Dossier 64 (da) (Journal 64) de Jussi Adler-Olsen (2010)
- Musique : Anthony Lledo et Mikkel Maltha
- Direction artistique : Nikolaj Danielsen
- Décors : Seth Turner
- Costumes : Pernille Holm
- Photographie : Jacob Møller
- Montage : Janus Billeskov Jansen et My Thordal
- Production : Louise Vesth
- Sociétés de production : Zentropa Entertainments ; Film i Väst
- Sociétés de distribution : Nordisk Film Distribution (Danemark) ; NFP Marketing & Distribution (Allemagne)
- Pays d’origine :  Danemark /  Allemagne
- Langues originales : danois, espagnol, arabe
- Format : couleur
- Genre : thriller
- Durée : 119 minutes
- Dates de sortie :
  - Danemark : 29 septembre 2018 (Festival international du film de Copenhague) ; 4 octobre 2018 (sortie nationale)
  - France : 20 février 2019 (internet)
  - Allemagne : 9 mai 2019

## Distribution
- Nikolaj Lie Kaas (VF : Yann Guillemot) : Carl Mørck
- Fares Fares (VF : Emmanuel Lemire) : Assad
- Johanne Louise Schmidt : Rose
- Søren Pilmark : Marcus Jacobsen
- Birthe Neumann : Nete, âgée
  - Fanny Bornedal : Nete, jeune
- Clara Rosager : Rita
- Luise Skov : Gitte Charles
- Anders Hove (en) (VF : Georges Claisse) : Curt Wad, âgé
  - Elliott Crosset Hove : Curt Wad, jeune
- Amanda Radeljak : Nour
- Nicolas Bro : Brandt
- Anders Juul : Gunnar
- Michael Brostrup : Børge Bak
- Marianne Høgsbro : Beate Wad
- Vibeke Hastrup : Mie Nørvig
- Trine Pallesen : Mette

 Source et légende : version française (VF) sur RS Doublage

## SagaLes Enquêtes du département V
- 2013 : Les Enquêtes du département V : Miséricorde (Kvinden i buret) de Mikkel Nørgaard (da)
- 2014 : Les Enquêtes du département V : Profanation (Fasandræberne) de Mikkel Nørgaard (da)
- 2016 : Les Enquêtes du département V : Délivrance (Flaskepost fra P) de Hans Petter Moland
- 2018 : Les Enquêtes du département V : Dossier 64 (Journal 64) de Christoffer Boe
- 2021 : Les Enquêtes du département V : Effet Marco (Marco effekten) de Martin Zandvliet
- 2024 : Les Enquêtes du département V : Promesse (Den grænseløse) d'Ole Christian Madsen